# Zetobora transversa
Zetobora transversa är en kackerlacksart som beskrevs av Brunner von Wattenwyl 1865. Zetobora transversa ingår i släktet Zetobora och familjen jättekackerlackor. Inga underarter finns listade i Catalogue of Life.